# الحواثر (الشعر)

تعديل مصدري - تعديل

الحواثر محلة تابعة لقرية سامن، التابعة لعزلة القابل الاعلى بمديرية الشعر إحدى مديريات محافظة إب في الجمهورية اليمنية، بلغ تعداد سكانها 82 حسب تعداد اليمن لعام 2004.